# Hewlett (New York)
Hewlett ist ein Census-designated place im Nassau County, New York, Vereinigte Staaten. Zum Zeitpunkt des United States Census 2020 lebten hier 7209 Einwohner.
Hewlett ist eine der Five Towns, die aus den Dörfern Lawrence und Cedarhurst, den Weilern Woodmere und Inwood sowie „The Hewletts“ (bestehend aus dem Weiler Hewlett und den Dörfern Hewlett Bay Park, Hewlett Harbor und Hewlett Neck) sowie Woodsburgh, bestehen.

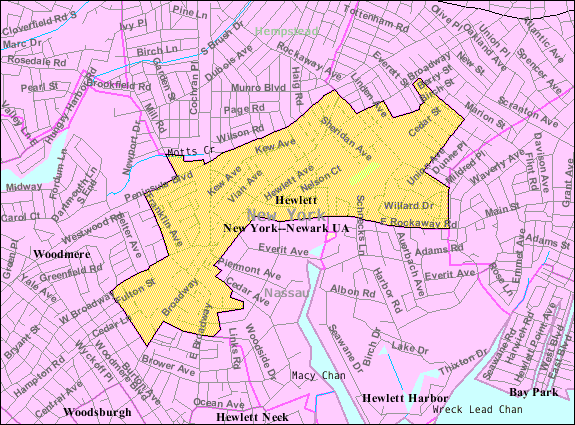
US-Volkszählungskarte von Hewlett.

## Geschichte
Der Name des Weilers stammt von der Familie Hewlett. George Hewlett, der erste Hewlett, der sich in der Gegend niederließ, wurde 1634 in England geboren. Er war Teil einer englischen Gemeinschaft, die über Connecticut nach Long Island auswanderte und Verträge mit den niederländischen Gouverneuren aushandelte und Ureinwohner, um ein Bevölkerungszentrum im heutigen Hempstead zu errichten.

## Verkehr
Der Ort besitzt eine Bahnstation an der Long Island Rail Road, der ihn mit New York City verbindet.

## Berühmte Persönlichkeiten
- Deborah Asnis, Spezialistin für Infektionskrankheiten, entdeckte und berichtete über die ersten menschlichen Fälle des West-Nil-Virus in den Vereinigten Staaten
- Jeffrey Bader, ehemaliger leitender Direktor für Asien, Nationaler Sicherheitsrat, Obama-Regierung; US-Botschafter in Namibia; und Mitglied der Hewlett-Woodmere High School Alumni Hall of Fame
- Ross Bleckner (* 1949), Künstler
- John P. Campo, Vollblut-Rennpferdetrainer
- Robert DiBernardo (1937–1986), Mobster
- Adam Doneger (* 1980), Lacrossespieler
- Michael Doneger (* 1986), Filmregisseur und -schauspieler
- Louise Glück (1943–2023), Poetin, Essayist und Nobelpreisträgerin 2020 für Literatur
- Harvey Milk (1930–1978), US-amerikanischer Politiker und LGBT-Befürworter; Hewlett High School-Lehrer
- Errol Morris (* 1948), Filmregisseur
- Eric Ridder (1918–1996), Segler
- Max Seibald, Lacrosse-Spieler
- Jim Steinman (1947–2021), Komponist, Texter, Plattenproduzent und Dramatiker